# Jean Madeline
Pour les articles homonymes, voir Madeline.
Jean Madeline est le nom de plume d'Edmond Fabre,( Jacques Prosper Edmond Fabre) haut fonctionnaire et romancier français, né à Nîmes le 5 juin 1866 et mort à Beauvais le 11 février 1919. Il est le père de l’écrivain André Madeline.

## Biographie
Edmond est le fils de Georges Gustave Fabre, pasteur.
Après avoir obtenu une licence en droit, il effectue son service militaire du 12 novembre 1884 au 11 novembre 1885. Il est ensuite nommé chef de cabinet de Théodore Paul Viguié, préfet de l'Aude et il suit ce préfet dans la Marne.
Il obtient son premier poste de sous-préfet le 8 juin 1893 à Vitry-le-François. Il sera encore sous-préfet de Ploërmel (4 décembre 1894), de Clermont (21 octobre 1898), de Corbeil (31 juillet 1901) (de Narbonne (15 mars 1905), non installé), de Libourne (31 mars 1905) ; de Rambouillet (6 mars 1906) avant d'accéder à son premier poste de préfet. Il est nommé successivement en Corse (3 août 1909) ; dans le Tarn (3 octobre 1910) ;dans la Charente (20 octobre 1911) ; dans le Maine-et-Loire (7 juillet 1914) où il est préfet pendant une bonne partie de la guerre. Le 3  novembre 1917, il est nommé Préfet de l'Oise où il est mort en fonction.

## Distinction
- Chevalier de la Légion d'honneur (13 janvier 1919)[1]
- Officier d'académie
- Chevalier de l'ordre du Mérite agricole
- Chevalier de l'ordre royal de l'Étoile polaire

## Œuvres
- Luce Magali, librairie des Mathurins, G. Dujarric, 1902, 330 p.
- Le Détroit, Calmann-Lévy, 1904, 309 p.